# Túpac Katari

De wiphala van Túpac Katari

Túpac Katari (geboren als Julián Apasa Nina en ook bekend als Túpaj Catari) (± 1750 - 15 november 1781) was een Boliviaanse Indianen-rebellenleider, behorend tot het Aymaravolk, die het opnam tegen het leger van het Spaanse Rijk.
In 1781 wist hij 40.000 man te rekruteren om de stad La Paz te belegeren. De belegering zou 184 dagen duren. Nadat hij verslagen was, wist hij later in het jaar nog een belegering op touw te zetten. Ook deze belegering was onsuccesvol en Túpac werd gevangengenomen, gemarteld en gedood door vierendeling.